# Rząd Maria Draghiego

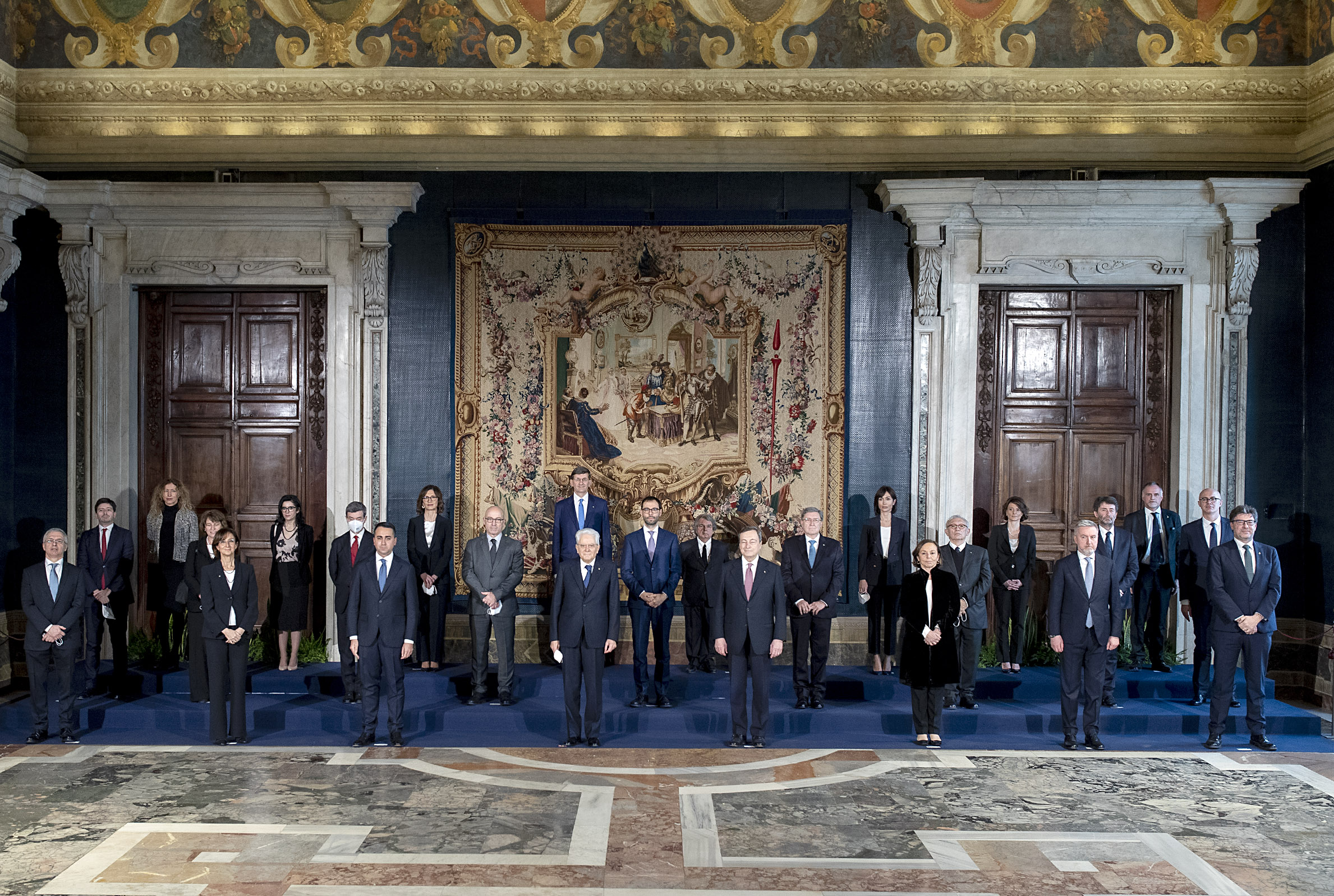
Mario Draghi i ministrowie jego rządu w dniu zaprzysiężenia

Rząd Maria Draghiego – rząd Republiki Włoskiej, urzędujący od 13 lutego 2021 do 22 października 2022.
Gabinet powstał w trakcie XVIII kadencji parlamentu wyłonionego w wyborach parlamentarnych z 4 marca 2018. Początkowo w kadencji tej powołano urzędujący od czerwca 2018 pierwszy rząd Giuseppe Contego. Wspierała go koalicja obejmująca określający się jako ugrupowanie antyestablishmentowe Ruch Pięciu Gwiazd (M5S) oraz prawicową Ligę Północną (LN). W sierpniu 2019 doszło do wzmożenia sporów w między koalicjantami. W ich następstwie M5S porozumiał się z opozycyjną dotąd centrolewicową Partią Demokratyczną (PD). We wrześniu formacje te (oraz lewicowy Artykuł 1) utworzyły drugi rząd Giuseppe Contego. W styczniu 2021, w trakcie światowej pandemii COVID-19 i związanych z nią problemów gospodarczych, doszło do kolejnego w XVIII kadencji kryzysu rządowego. Swoje poparcie dla gabinetu wycofała Italia Viva, ugrupowanie Mattea Renziego, które powstało we wrześniu 2019 w wyniku rozłamu w PD i pozostawało członkiem koalicji. Rząd uzyskał w tym samym miesiącu wotum zaufania w obu izbach parlamentu, premier Giuseppe Conte jednak ogłosił swoją dymisję.
Na początku lutego 2021 misję stworzenia nowego gabinetu od prezydenta Sergia Mattarelli otrzymał Mario Draghi, były prezes EBC. W wyniku konsultacji uzyskał szerokie poparcie, tworząc polityczno-techniczny gabinet określany jako rząd jedności narodowej. 12 lutego Mario Draghi ogłosił listę kandydatów na ministrów, wśród których znalazły się osoby bezpartyjne (w tym dotychczasowy dyrektor generalny Banku Włoch i była prezes Sądu Konstytucyjnego) oraz przedstawiciele większości głównych ugrupowań parlamentarnych: Ruchu Pięciu Gwiazd, Partii Demokratycznej, Ligi, Italia Viva, Artykułu 1 oraz centroprawicowej formacji Forza Italia. Następnego dnia prezydent dokonał zaprzysiężenia członków gabinetu, który rozpoczął funkcjonowanie. Sekretarzem rządu został Roberto Garofoli. Wkrótce utworzeniu rządu skorygowano strukturę ministerstw.
14 lipca 2022 Mario Draghi złożył prezydentowi swoją rezygnację po tym, jak Ruch Pięciu Gwiazd odmówił wsparcia dla rządowego pakietu pomocowego. Sergio Mattarella odmówił przyjęcia jego dymisji. 20 lipca senatorowie Ligi, FI i M5S nie wzięli udziału w głosowaniu nad wotum zaufania w izbie wyższej parlamentu. Następnego dnia premier wygłosił przemówienie w Izbie Deputowanych, po czym ponowił swoją dymisję. Prezydent przyjął rezygnację, rozpisując również przedterminowe wybory parlamentarne.
Rząd zakończył funkcjonowanie 22 października 2022, kiedy to po tych wyborach został zastąpiony przez rząd Giorgii Meloni.

## Skład rządu
| Funkcja                                                          | Imię i nazwisko      | Partia polityczna |
| ---------------------------------------------------------------- | -------------------- | ----------------- |
| Premier                                                          | Mario Draghi         | bezp.             |
| Minister spraw zagranicznych                                     | Luigi Di Maio        | M5S               |
| Minister spraw wewnętrznych                                      | Luciana Lamorgese    | bezp.             |
| Minister sprawiedliwości                                         | Marta Cartabia       | bezp.             |
| Minister obrony                                                  | Lorenzo Guerini      | PD                |
| Minister gospodarki i finansów                                   | Daniele Franco       | bezp.             |
| Minister rozwoju gospodarczego                                   | Giancarlo Giorgetti  | Liga              |
| Minister polityki rolnej, żywnościowej i leśnej                  | Stefano Patuanelli   | M5S               |
| Minister transformacji ekologicznej                              | Roberto Cingolani    | bezp.             |
| Minister infrastruktury i zrównoważonej mobilności               | Enrico Giovannini    | bezp.             |
| Minister pracy i polityki społecznej                             | Andrea Orlando       | PD                |
| Minister edukacji                                                | Patrizio Bianchi     | bezp.             |
| Minister szkolnictwa wyższego i badań naukowych                  | Maria Cristina Messa | bezp.             |
| Minister kultury                                                 | Dario Franceschini   | PD                |
| Minister zdrowia                                                 | Roberto Speranza     | Artykuł 1         |
| Minister turystyki                                               | Massimo Garavaglia   | Liga              |
| Minister ds. kontaktów z parlamentem                             | Federico D’Incà      | M5S               |
| Minister ds. administracji publicznej                            | Renato Brunetta      | Forza Italia      |
| Minister ds. regionalnych i autonomii                            | Mariastella Gelmini  | Forza Italia      |
| Minister ds. regionów południowych i spójności terytorialnej     | Mara Carfagna        | Forza Italia      |
| Minister ds. rodziny i równych szans                             | Elena Bonetti        | Italia Viva       |
| Minister ds. młodzieży                                           | Fabiana Dadone       | M5S               |
| Minister ds. technologii informacyjnych i transformacji cyfrowej | Vittorio Colao       | bezp.             |
| Minister ds. osób niepełnosprawnych                              | Erika Stefani        | Liga              |